# Іст-Отто (Нью-Йорк)
Іст-Отто (англ. East Otto) — місто (англ. town) в США, в окрузі Каттарогус штату Нью-Йорк. Населення — 974 особи (2020).

## Демографія
Згідно з переписом 2010 року, у місті мешкали 1062 особи в 423 домогосподарствах у складі 266 родин. Було 620 помешкань
Расовий склад населення:
| - 98,0 % — білих - 0,5 % — чорних або афроамериканців - 0,3 % — корінних американців - 0,3 % — азіатів |

До двох чи більше рас належало 0,8 %. Частка іспаномовних становила 0,3 % від усіх жителів.
За віковим діапазоном населення розподілялося таким чином: 25,4 % — особи молодші 18 років, 63,2 % — особи у віці 18—64 років, 11,4 % — особи у віці 65 років та старші. Медіана віку мешканця становила 41,5 року. На 100 осіб жіночої статі у місті припадало 113,7 чоловіків;  на 100 жінок у віці від 18 років та старших — 109,0 чоловіків також старших 18 років.
Середній дохід на одне домашнє господарство  становив 75 978 доларів США (медіана — 63 750), а середній дохід на одну сім'ю — 74 037 доларів (медіана — 68 500). Медіана доходів становила 42 375 доларів для чоловіків та 40 430 доларів для жінок. За межею бідності перебувало 12,7 % осіб, у тому числі 34,4 % дітей у віці до 18 років та 10,4 % осіб у віці 65 років та старших.
Цивільне працевлаштоване населення становило 579 осіб. Основні галузі зайнятості: освіта, охорона здоров'я та соціальна допомога — 19,7 %, будівництво — 13,3 %, мистецтво, розваги та відпочинок — 13,1 %.